# Richthofen (Schiff)
Die Richthofen war ein Flugsicherungsschiff der deutschen Luftwaffe im Zweiten Weltkrieg. Schwesterschiffe waren die Hans Albrecht Wedel und die nicht fertiggestellte Hermann Köhl; zwei weitere ursprünglich geplante Schiffe dieser Klasse K VI wurden nicht mehr auf Kiel gelegt. Die Schiffe waren etwas größer als die vier Schiffe der vorhergegangenen Klasse K V (Karl Meyer, Max Stinsky, Immelmann, und Boelcke).

## Bau und Technische Daten
Das Schiff wurde 1940 bei der F.-Schichau-Werft in Pillau mit der Baunummer 1526 auf Kiel gelegt und lief am 1. März 1942 vom Stapel. Es war 83,8 Meter lang und 11 m breit, hatte 3,4 m Tiefgang und verdrängte 1.215 Tonnen (standard) bzw. 1.375 t (maximal). Vier MAN-12-Zylinder-Viertakt-Dieselmotoren mit jeweils 2.200 Pse trieben über zwei Vulkan-Getriebe zwei Schrauben und gaben dem Schiff eine Höchstgeschwindigkeit von 21,5 Knoten. Mit seinen maximal 120 Tonnen Dieselkraftstoff betrug die Reichweite des Schiffes 4100 Seemeilen bei 16 Knoten Marschgeschwindigkeit. Das Schiff hatte einen Kampnagel-Flugzeugkran mit 18 Tonnen Hebekraft und konnte bis zu drei Flugzeuge gleichzeitig aufnehmen bzw. transportieren. Es konnte bis zu 80 t Flugbenzin bunkern. Die Bewaffnung bestand aus drei 3,7-cm- und zwei 2-cm-Fla-Geschützen. Die Besatzung zählte 8 Offiziere und 58 Mann.

## Schicksal

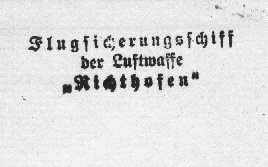
Dienststempel der Richthofen

Das Schiff wurde im Mai 1943 in Dienst gestellt und zunächst der Erprobungsstelle See der Luftwaffe in Travemünde zugeteilt. Noch im gleichen Sommer wurde es dem „Seenotdienstführer 3 (West)“ in Frankreich unterstellt, wo es fortan im Raum Bretagne/Biskaya operierte.
In der Nacht vom 14. zum 15. August 1944 wurde die Richthofen, zusammen mit dem Torpedoboot T 24, den Minensuchbooten M 275 und M 385 der 10. Minensuchflottille und dem Sperrbrecher 157, von dem britischen Leichten Kreuzer Mauritius, dem Zerstörer Ursa und dem kanadischen Zerstörer Iroqois angegriffen. Der Sperrbrecher wurde dabei versenkt, und die beiden Minensucher mussten schwer beschädigt auf Strand gesetzt bzw. ganz aufgegeben werden.
Am 20. April 1945 wurde das Schiff in Pasajes (Spanien) interniert. Nach Kriegsende wurde es im Dezember 1945 an Großbritannien ausgeliefert und im März 1946 als Reparationszahlung an die Sowjetunion übergeben, in deren Marine es dann unter dem Namen Chibiny diente. Der endgültige Verbleib ist nicht bekannt.